# Río Adegoi
El río Adegoi (del ruso: Адегой) es un río del krai de Krasnodar, en Rusia, afluente por la izquierda del río Abín, tributario del río Adagum, de la cuenca hidrográfica del río Kubán.
Tiene una longitud de unos 21 km. Nace en las montañas por encima de Novorossisk y Gelendzhik. Toma un rumbo sudeste, que mantiene en casi todo su curso. Atraviesa la localidad de Afonka y, tras virar al nordeste, desemboca en el Abín en el centro de Shapsúgskaya.
Sus principales afluentes son el río Skobido y el río Udegoi.

## Historia
Como prueba de la presencia humana han quedado en los alrededores de la unión de los ríos Abín, Adegoi y Aldebi unos 300 dólmenes. Hacia 1834, el teniente-general Alekséi Veliamínov mandó construit en su desembocadura el fuerte Nikoláyevski, que pasaría a ser la stanitsa Shapsúgskaya. Durante la Gran Guerra Patria hubo encarnizados combates en la región tanto terrestres como aéreos.

## Turismo

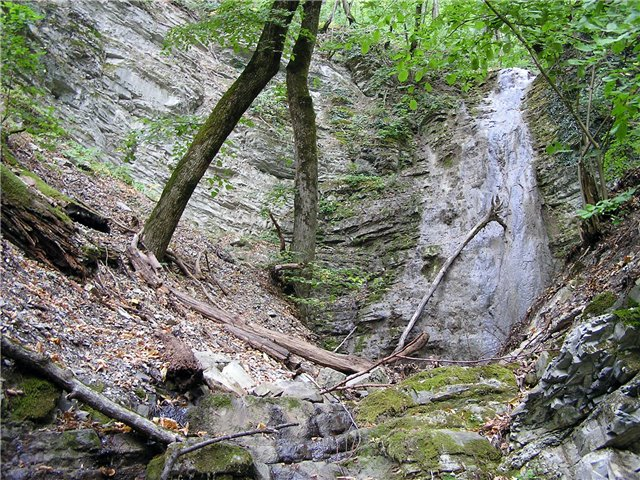
Gran cascada de Adegoi.

Son de destacar la Gran cascada del Adegói, el gran dolmen de Adegoi, el monumento a los pilotos caídos.